# Hirschrodaer Graben
Koordinaten: 51° 12′ 19″ N, 11° 42′ 8″ O

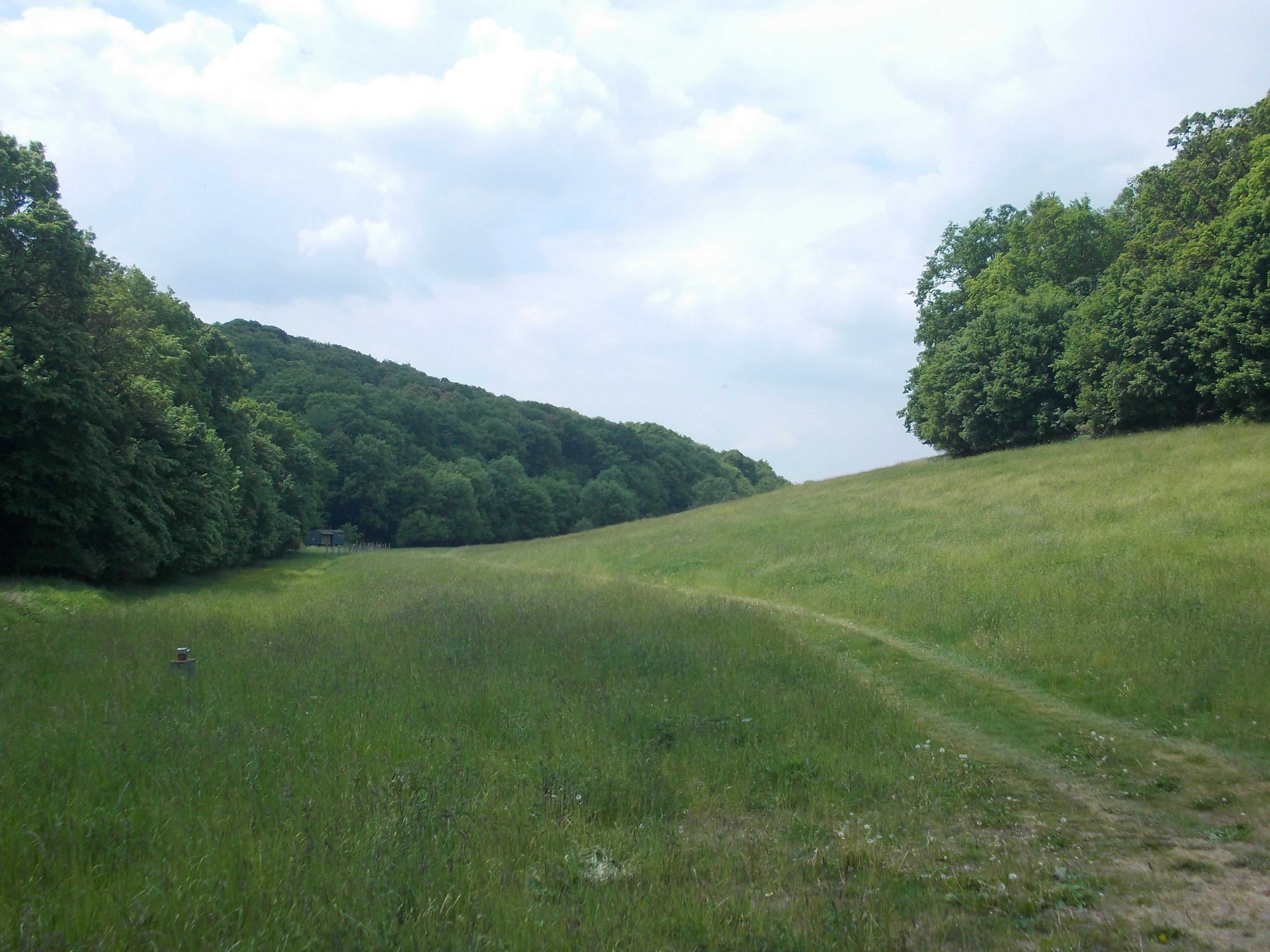
Naturschutzgebiet „Hirschrodaer Graben“ an der Landesstraße 208 zwischen Hirschroda und Balgstädt

Der Hirschrodaer Graben ist ein Naturschutzgebiet in der Gemeinde Balgstädt im Burgenlandkreis in Sachsen-Anhalt.
Das Naturschutzgebiet mit dem Kennzeichen NSG 0201 ist circa 157 Hektar groß. Es ist teilweise Bestandteil des 187 Hektar großen, gleichnamigen FFH-Gebietes und von den Landschaftsschutzgebieten „Unstrut-Triasland“ und „Finne-Triasland“ umgeben. Das Gebiet steht seit 2001 unter Schutz (Datum der Verordnung: 23. März 2001). Zuständige untere Naturschutzbehörde ist der Burgenlandkreis.

## Beschreibung
Das Naturschutzgebiet liegt westlich von Freyburg (Unstrut) und südlich von Laucha an der Unstrut im Naturpark Saale-Unstrut-Triasland. Es stellt den Hirschrodaer Graben, ein verzweigtes, zum Teil tief in den Muschelkalk der Bad Bibra-Freyburger Muschelkalkplatte eingeschnittenes Kerbtal bis kurz vor dem am Rand des Unstruttals liegenden Ort Balgstädt unter Schutz. Der Hirschrodaer Graben wird überwiegend von naturnahen Laubwaldkomplexen geprägt, die auf den Hanglagen durch Waldlabkraut-Traubeneichen-Hainbuchenwälder, Eichenwälder trockener Ausprägung und kleinflächig Resten von Lindenniederwäldern gebildet werden. Die Strauch- und Krautschicht der Eichen-Hainbuchenwälder wird überwiegend von Haselnuss, Goldnessel, Türkenbundlilie, Bingelkraut und Echtem Lungenkraut gebildet.
In den Schluchtenbereichen mit schattigen und feuchten Standorten dominieren Eschenwälder sowie temporäre Feuchtbereiche. Auf den Muschelkalkhängen sind kleinflächig offene Standorte und Streuobstwiesen mit Fiederzwenken-Halbtrockenrasen und Glatthaferwiesen mit artenreichen Saumgesellschaften und Schneeball-Hartriegel-Trockengebüschen im Übergang zu den Laubwaldgesellschaften zu finden. Weitere Biotope im Naturschutzgebiet sind Kalkschotterfluren mit Gamander-Blaugras-Trockenrasen in der Ausbildung mit Schwarzrotem Sitter und trockene Hochstaudenfluren.
Eine Besonderheit des Hirschrodaer Grabens ist sein Orchideenreichtum. So sind hier reiche Vorkommen des Hybrid-Knabenkrautes (einer Kreuzung zwischen Purpur- und Helmknabenkraut) sowie vor allem Helmknabenkraut, Stattliches Knabenkraut, Dreizähniges Knabenkraut, Blasses Knabenkraut, Weiße und Grünliche Waldhyazinthe und Fliegenragwurz zu finden. Daneben kommen z. B. Silberdistel, Gemeine Kuhschelle, Frühlingsadonisröschen, Kleiner und Großer Klappertopf, Fransenenzian, Goldhaaraster, Ackerhaftdolde und Deutscher Alant vor.
Das Naturschutzgebiet ist auch Lebensraum einer artenreichen Avifauna. So sind hier u. a. Habicht, Rotmilan, Wespenbussard, Mittel- und Schwarzspecht, Wendehals, Neuntöter und Raubwürger heimisch. Weiterhin bietet das Naturschutzgebiet in den Waldbereichen dem Baummarder und in den Offenlandbereichen Mauswiesel und Iltis einen Lebensraum. Auch der Dachs ist im Schutzgebiet heimisch. Die Trocken- und Halbtrockenrasen, Trockengebüsche und Saumgesellschaften sind ferner Lebensraum einer artenreichen Wirbellosenfauna. Im Schutzgebiet kommen u. a. auch Segelfalter, Schwalbenschwanz, Sonnenröschen-Grünwidderchen und Gesäumte Glanzeule sowie verschiedene Heuschrecken vor, darunter die im Land Sachsen-Anhalt auf der Roten Liste geführten Blauflügelige Ödlandschrecke, Rote Keulenschrecke, Gemeine Sichelschrecke, Zweipunkt-Dornschrecke und Langfühler-Dornschrecke.
Die offenen Trockenrasenbereiche werden zur Pflege gemäht. Eine Beweidung mit Schafen wird angestrebt. Das Naturschutzgebiet grenzt größtenteils an landwirtschaftliche Nutzflächen.